# Rip (informatique)
Pour les articles homonymes, voir Rip et Ripper.
Un rip (anglicisme, verbe ripper) est une donnée numérique (son, image) extraite depuis une source de données analogique ou numérique. Typiquement, il peut s'agir de convertir les pistes d'un CD audio de musique en autant de fichiers informatiques, par exemple au format MP3. Selon la source du rip, on parle de DVDrip, CDrip, TVrip, HDrip, SATrip, VHSrip, etc.

## Aspects techniques
Le rip est la composition de deux actions :
1. L'extraction de la donnée brute (souvent vers un format sans perte) ;
2. Le transcodage des données extraites vers le format final des données.

Exemple : CD → FLAC → Vorbis.
L'extraction de la donnée brute se fait en lisant les données sur le support original pour les copier dans un format brut sans perte. L'extraction n'est pas un processus simple et le résultat dépend de l'état du support et de la qualité du lecteur.
La transcodage peut se faire avec ou sans perte. Sans perte signifie que le résultat du rip sera de même qualité (résolution) que la source. Avec perte signifie que le résultat est d'une qualité altérée par rapport à la source. L'utilisation d'un format avec perte ne se fait pas par volonté mais par contrainte (par exemple, le fichier final ne doit pas dépasser une taille donnée).
|            | Son (CD audio)        | Image (DVD, HD-DVD)      |
| ---------- | --------------------- | ------------------------ |
| Sans perte | AIFF, WAVE, FLAC      | Image disque .iso, Vob   |
| Avec perte | MP3, AAC, Vorbis, WMA | DivX, Xvid, Theora, RV10 |

## Exemples de logiciel de rip de CD audio
- AVS Audio Converter : comme son nom l'indique, ce logiciel permet la conversion et le rip de fichiers audio vers la plupart des formats existants mais, il permet également de ripper des CD audio directement dans le format voulu[1].

- CDex
- cdparanoia (en)
- Exact Audio Copy
- FairStars CD Ripper[2] : apparemment pas de version en français.
- Foobar2000 : support de nombreux formats et plugins. Permet de lire les fichiers (fonction principale).
- Fre:ac (anciennement BonkEnc)
- FreeRip MP3[3] : support de multiples formats, disponible en français (mais quelques textes ont été oubliés).
- Sound Juicer
- KAudioCreator (pour Linux KDE)
- Windows Media Player

## Exemples de logiciel de rip de DVD vidéo
- DVDFab DVD Ripper et DVDFab Blu-ray Ripper : ces deux logiciels font partie des plus connus et probablement des plus utilisés de par leur facilité d'utilisation et leur fiabilité. Ils permettent (dans les pays où la loi le permet) de passer outre aux protections anti-copie des DVD et des Blu-ray afin d'effectuer une copie de leur contenu. Celle-ci pourra alors être lue par exemple sur une tablette ou un smartphone.

- AVS Video Converter : outre la conversion de formats de fichiers vidéo (comme son nom l'indique), ce logiciel permet de ripper un DVD et un Blu-ray non protégé sur son ordinateur et de le convertir, immédiatement, dans le format désiré.

- OGMRip, DVD::Rip, DVD Decrypter, DVD Shrink (en), FairUse Wizard et Transmageddon sont quelques autres exemples de logiciels permettant d'effectuer des rips de DVD vidéo.

- MakeMKV : permet l'extraction des titres d'un DVD ou d'un Blu-ray en fichiers MKV (et ISO pour les DVD).

## Aspects légaux
Le rip étant une copie et la source pouvant être soumise au droit d'auteur, il est restreint par la gestion des droits numériques. En effet, la plupart des contenus multimédias distribués illégalement sur Internet sont obtenus par rip d'une source légitime (DVD ou CD issu du commerce).
Le transcodage peut aussi avoir un autre avantage. En effet, transcoder veut dire modifier. Or avoir un fichier lisible sur ordinateur, mais non lisible sur une platine DVD peut s'avérer problématique. Le transcodage est alors une solution, si l'on respecte le cadre légal, pour modifier une vidéo avec un fichier accepté par des machines vidéo plus anciennes.
Dans la loi française, la copie privée telle que définie par l'article L122-5 du code de la propriété intellectuelle est autorisée.